# Barış Manço
Mehmet Barış Manço (nascido Tosun Yusuf Mehmet Barış Manço, Üsküdar, Istambul, 2 de janeiro de 1943 — Kadıköy, Istambul, 31 de janeiro de 1999) foi um cantor, compositor, ator e produtor de televisão turco. É tido como um dos pioneiros do rock na Turquia, sendo contado entre os fundadores do gênero conhecido como Rock Anatólio.

## Biografia
Sua iniciação musical deu-se no Liceu de Galatasaray. Completou seu ensino superior na Real Academia de Ciências, Letras e Belas-Artes da Bélgica.
Compôs aproximadamente duzentas canções, e com elas, recebeu 12 discos de ouro e um de platina, tendo, logo depois, versões de parte delas para outras línguas como o árabe, o búlgaro, o holandês, o alemão, o francês, o hebraico, o inglês, o japonês, o grego, o romeno, o urdu, o italiano e o persa.
Através de seu programa "7'den 77'ye" (De 7 a 77), Manço visitou inúmeros países do mundo, tendo, por causa disso, ganhado a alcunha de "Barış Çelebi", em alusão a Evliya Çelebi, autor do célebre diário de viagens chamado Seyâhatname.
Em 1991, recebeu a comenda de "Artista Nacional da República da Turquia". Até hoje é uma das figuras públicas mais populares de lá.

## Infância e Juventude
Mehmet Barış Manço nasceu no dia 2 de janeiro de 1943, no Hospital Zeynep Kâmil de Üsküdar, sendo o segundo filho de Rikkat Uyanık, cantora famosa nos anos 40, que também, além de professora de música clássica turca - tendo chegado a dar aulas de aperfeiçoamento a Zeki Müren - atuou como escritora e tempos depois viria a participar de programas de televisão com o próprio filho Barış; e de İsmail Hakkı Manço. Por ocasião do seu nascimento ter-se dado após a Segunda Guerra Mundial, sua família deu-lhe o nome de Mehmet Barış (este, significando "paz", em turco). Teve mais três irmãos: İnci, Oktay e o mais velho, nascido em 1941, no começo da Segunda Guerra, e por isso chamado Savaş (em turco, "guerra").
Ele foi a primeira pessoa a ser registrada em solo turco com o nome de Barış, e a respeito disso e de como recebeu o nome de Tosun Yusuf, seu filho Doğukan Manço dá a seguinte explicação:
"Meu pai nasceu em 1943, em Istambul e foi o primeiro a receber, em toda a Turquia, o nome Barış, sendo-lhe basicamente o "pai", em termos de registro. Tal nome nasceu do desejo ardente de paz que se sentia, após a Segunda Guerra Mundial de 1941 - época em cujo início meu tio nasceu. E em razão de um tio paterno dele, chamado Yusuf, cujo apelido era Tosun (em turco, "robusto"), o qual meu pai não chegou sequer a ver, ter falecido em 1941, seu nome ficou como Tosun Yusuf. Devido a esse triste acontecimento puseram-lhe o nome de Tosun Yusuf Mehmet Barış Manço. O meu pai, quando começou o seu ensino primário (i.e., ilkokul), ao ser registrado, teve seu nome Tosun Yusuf, então, apagado, restando-lhe somente no registro o nome Mehmet Barış Manço."
Os ancestrais da família, depois da Queda de Constantinopla, migraram de Cônia a Salonica, mas durante a Primeira Guerra Mundial, devido às dificuldades oriundas da guerra, migraram rumo a Istambul. Aos três anos de idade, após a separação de seus pais, passou a viver com seu pai, e por conta disso, passou a frequentemente mudar de casa, tendo morado em Cihangir, depois em Üsküdar, Kadiköy e por um curto período de tempo em Ankara.
Manço, então, começou a estudar na Escola Primária Gazi Mustafa Kemal de Kadiköy, mesma escola onde seu irmão mais velho, Savaş, e a única irmã mais nova, İnci, estudaram. Logo depois, fez seu quarto ano do primário (correspondente aos anos do Jardim de Infância e logo após, à Classe de Alfabetização) no Colégio Maarif (atual Colégio TED), de Ankara, tendo depois voltado à escola onde iniciou seus estudos, em Kadiköy, e lá completado o primário. Nessa época, a epidemia de piolhos era caso de saúde pública, e desse modo, Manço teve que rapar sua cabeça. Razão pela qual manteve, durante toda sua carreira, seus cabelos compridos. Continuou seu ginásio e seu ensino médio (i.e., ortaokul) como interno no Liceu de Galatasaray.
No ano de 1957, diz-se que após ter visto, na Escola Alemã de Istambul a Erkin Koray e sua banda apresentarem-se, de maneira amadora, começou a interessar-se por música, tendo fundado, no ano seguinte, o grupo Kafadarlar (em turco, "os camaradas"), o qual fazia covers de bandas de rock famosas até então. Nessa época, Manço escreveu sua primeira canção, Dream Girl, e sagrou-se campeão de um pequeno festival de música em Ankara. Do grupo, faziam parte Asaf Savaş Akat, famoso economista, o qual tocava saxofone e o guitarrista Ender Enön, que, naquela época, confeccionava as próprias guitarras, por ser difícil até então achar originais de fábrica. Formou, depois, seu segundo grupo, os Harmoniler, o qual também era formado por amigos do Liceu de Galatasaray.
Em 1959, no auditório do mesmo local, deu seu primeiro concerto. No dia 4 de maio do mesmo ano, época da morte de seu pai, ao sair do Liceu de Galatasaray, terminou seus estudos no Liceu Şişli Terakki, atual Rede de Ensino Terakki Vakfı, em Istambul.

## Discograpfia

### Albuns
- Dünden Bugüne (1972) (Sayan)
- 2023 (1975) (Yavuz Plak)
- Sakla Samanı Gelir Zamanı (1976) (Yavuz)
- Baris Mancho, released as Nick The Chopper in Turkey (1976) (CBS Disques/Grammofoonplaten S.A.B.V., CBS 81784, Yavuz LP)
- Yeni Bir Gün (1979) (Yavuz ve Burç Plakçılık)
- 20 Sanat Yılı Disco Manço (1980) (Türküola)
- Sözüm Meclisten Dışarı (1981) (Türküola)
- Estağfurullah ... Ne Haddimize! (1983) (Türküola)
- 24 Ayar Manço (1985) (Emre Plakçılık)
- Değmesin Yağlı Boya (1986) (Emre Plakçılık)
- 30 Sanat Yılı Fulaksesuar Manço - Sahibinden İhtiyaçtan (1988) (Emre Plakçılık)
- Darısı Başınıza (1989) (Yavuz ve Burç Plakçılık)
- Mega Manço (1992) (Emre Plak)
- Müsaadenizle Çocuklar (1995) (Emre Plak)
- Barış Manço Live In Japan (1996) (Emre Plak)
- Mançoloji (1999) (Emre Plak)
- Barış Manço Golden Rollers (2018) (Tunas Tunes)

### Singles
Com Harmoniler
- Twistin USA / The Jet (1962) (Grafson MGG 515)
- Do The Twist / Let's Twist again (1962) (Grafson MGG 516)
- Cit Cit Twist / Dream Girl (1963) (Grafson MGG 566)

Com Jacques Denjean Orchestra
- Baby Sitter / Quelle Peste / Jenny Jenny / Un Autre Amour Que Toi (1964) (Rigolo 18.726)

Com Les Mistigris
- Il Arrivera / Une Fille (1966) (Sahibinin Sesi 45-AX 3092)
- Bien Fait Pour Toi / Aman Avcı Vurma Beni (1966) (Sahibinin Sesi 45-AX 3093)
- Bizim Gibi / Big Boss Man / Seher Vakti / Good Golly Miss Molly (1967) (Sayan)

Com Kaygısızlar
- Kol Düğmeleri / Big Boss Man / Seher Vakti / Good Golly Miss Molly (1967) (Sayan FS-144)
- Kızılcıklar / I'll Go Crazy (1968) (Sayan FS-171)
- Bebek / Keep Lookin' (1968) (Sayan FS-179)
- Karanlıklar İçinde / Trip - To a Fair (1968) (Sayan FS-180)
- Boğaziçi / Flower of Love (1968) (Sayan FS-194)
- Runaway / Unutamıyorum (1969) (Sayan FS-199)
- Aglama Değmez Hayat / Kirpiklerin Ok Ok Eyle (1969) (Sayan FS 204)
- Kağızman / Anadolu (1969) (Sayan FS 213)

Com Barış Manço Ve
- Derule / Küçük Bir Gece Müziği (1970) (Sayan FS-223)
- Dağlar Dağlar 1 / Dağlar Dağlar 2 (1970) (Sayan 229)

Com Moğollar
- İşte Hendek İşte Deve / Katip Arzuhalim Yaz Yare Boyle (1971) (Sayan FS-266)

Com Moğollar / Kaygısızlar
- Bin Boğanın Kızı / Ay Osman (1971) (Sayan FS-271)

Com Kaygısızlar / Les Mistigris
- Fil ile Kurbağa / Je te Retrouverais (1972) (Sayan FS 279)

Com Kurtalan Ekspres
- Ölüm Allah'ın Emri / Gamzedeyim Deva Bulmam (1972) (Yavuz YA 1544)
- Lambaya Püf De / Kalk Gidelim Küheylan (1973) (Yavuz YA 1548)
- Gönül Dağı / Hey Koca Topcu Genç Osman (1973) (Yavuz YA 1554)
- Nazar Eyle Nazar Eyle / Gülme Ha Gülme (1974) (Yavuz YA 1562)
- Bir Bahar Akşamı / Estergon Kalesi (1974) (Yavuz YA 1569)
- Ben Bilirim /2023 (1975) (Yavuz Plak YA 1573)
- Çay Elinden Öteye Rezil Dede / Vur Ha Vur (1976) (Yavuz Plak YA 1580)
- Ride On Miranda (1976) (CBS / Sony Music)
- Blue Morning Angel (1976) (CBS / Sony Music)
- Tell Me Old Man (1976) (CBS / Sony Music)

Com George Hayes Orchestra / Kurtalan Ekspres
- Nick the Chopper / Lonely Man (1977) (Yavuz YA 1584)

Com Kurtalan Ekspres
- Hal Hal / Eğri Eğri Doğru Doğru Eğri Büğrü Ama Yine De Doğru (1981) (Türküola 239)